# Nonouti FC
Il Nonouti FC o semplicemente Nonouti è una squadra calcistica gilbertese con sede nell’atollo di Nonouti.

## Storia
Il Nonouti partecipò per la prima volta alla Kiribati National Championship nel 2004, stagione nella quale ha concluso secondo nel girone B dietro al Marakei. Nel 2017 ha interrotto la serie positiva di vittorie del Makin Football Club vincendo quell’edizione della Kiribati National Championship.

## Palmarès
Competizioni Nazionali
- Kiribati National Championship: 1[2]

2017